# Александар Херцен
Александар Иванович Херцен (рус. Александр Иванович Герцен; Москва, 6. април 1812 — Париз, 21. јануар 1870) био је руски филозоф, књижевник и публициста. Припадао је оснивачима покрета аграрног популизма и сматра се „оцем руског социјализма“. Његов рад је допринео политичком процесу ослобађања кметова 1861.

## Биографија
Херцен (или Гертсен) је рођен ван брака од оца богатог руског земљопоседника Ивана Јаковљева и младе протестанткиње јеврејског порекла Хенријете Вилхелмине Луизе Хаг из Штутгарта. Јаковљев је свом сину наводно дао презиме Херцен јер је био „дете његовог срца“ (немачки Херз).
Био је први рођак грофа Сергеја Лвовича Левицког, који се сматра оснивачем руске фотографије и једним од најважнијих пионира, проналазача и иноватора у Европи. Године 1860. Левицки ће овековечити Херцена на чувеној фотографији.
Рођен је у Москви, непосредно пре Наполеонове инвазије на Русију и кратке окупације града. Његовом оцу је, након личног разговора са Наполеоном, дозвољено да напусти Москву пошто је пристао да понесе писмо Француза руском цару у Санкт Петербург. До руских линија пратила га је породица.
Годину дана касније, породица се вратила у Москву и остала тамо све док Херцен није завршио студије на Московском универзитету. Године 1834, Херцен и његов доживотни пријатељ Николај Огарев су ухапшени и суђени су због присуствовања фестивалу на коме су се певали стихови Соколовског, који нису били похвални за цара. Проглашен је кривим и 1835. протеран у Вјатку, сада Киров, у североисточној европској Русији. Ту је остао до 1837. године, када је царски син, велики кнез Александар (који је касније постао цар Александар II), у пратњи песника Жуковског, посетио град и интервенисао у његово име. Херцену је дозвољено да напусти Вјатку у Владимир, где је постављен за уредника градског службеног листа. Године 1837. побегао је са својом рођаком Наталијом Захарином, тајно ступајући у брак.
Ослобођен је 1839. и вратио се у Москву 1840. где је упознао књижевног критичара Висариона Бјелинског, који је био под његовим снажним утицајем. По доласку, постављен је за секретара грофа Александра Строганова у министарству унутрашњих послова у Санкт Петербургу; али је због притужби на смрт полицајца послат у Новгород где је био државни саветник до 1842. године. Године 1846. његов отац је умро, оставивши му велико наследство.
Године 1847. Херцен је емигрирао са женом, мајком и децом у Италију. Више никада се није вратио у Русију. Из Италије, чувши за револуцију 1848, пожурио је у Париз, а затим у Швајцарску. Подржавао је револуције 1848, али је био горко разочаран европским социјалистичким покретима након њиховог неуспеха. Херцен је стекао репутацију политичког писца. Његова имовина у Русији била је замрзнута због емиграције, али је барон Ротшилд, са којим је његова породица имала пословну везу, преговарао о ослобађању имовине, која је номинално пренета Ротшилду.
Херцен и његова супруга Наталија имали су четворо деце. Његова мајка и један од синова погинули су у бродолому 1851. године. Његова жена је имала аферу са немачким песником Георгом Хервегом и умрла је од туберкулозе 1852. Исте године, Херцен је отишао из Женеве у Лондон, где је дуго живео. Ангажовао је Малвиду фон Мајзенбуг да образује његове ћерке. Публикацијама своје Слободне руске штампе, коју је основао у Лондону 1853. године, покушао је да утиче на ситуацију у Русији и да побољша положај руског сељаштва које је обожавао.
Године 1856. у Лондону му се придружио стари пријатељ Николај Огарев. Заједно су радили на свом руском часопису Колокол (Звоно). Убрзо је Херцен започео аферу са Огарјевом супругом Наталијом Тучковом, ћерком генерала и ратног хероја Тучкова. Тучкова је Херцену родила још троје деце. Огарев је пронашао нову жену и пријатељство између Херцена и Огарева је опстало.
Херцен је провео време у Лондону организујући се са Међународним радничким удружењем, и добро се упознао са револуционарним круговима, укључујући Бакуњина и Маркса. Херцен је током свог боравка у Лондону почео да гради некога ко је вичан „подметању скандала“ када је рекао Бакуњину, који је тек стигао након што је избегао затвор у Сибиру, да га је Маркс оптужио да је руски агент; у стварности, њих двоје су били у веома добрим односима.
Године 1864. Херцен се вратио у Женеву и после извесног времена отишао у Париз где је 1870. умро од компликација туберкулозе. Првобитно је сахрањен у Паризу. Његови остаци су однети у Ницу месец дана касније.

## Политичке позиције
Херцен је промовисао идеје западњака Висариона Белинског након његове смрти 1848.
На њега су утицали Волтер, Шилер, Сен Симон, Прудон, а посебно Хегел и Фојербах. Херцен је почео као либерал, али је временом све више усвајао социјализам. Заувек је напустио Русију 1847. године, али је његово гласило Колокол објављивано у Лондону од 1857. до 1867. било је веома читано. Херцен је комбиновао кључне идеје Француске револуције и немачког идеализма. Није волео буржоаске или средњокласне вредности и тражио је аутентичност међу сељаштвом. Борио се за еманципацију руских кметова а након тога 1861. ескалирао је своје захтеве у погледу уставних права, заједничког власништва над земљом и власти народа.
Херцен је био разочаран исходом револуција 1848-1849, али ипак није био разочаран револуционарном мишљу. Постао је критичан према оним револуционарима из 1848. који су били „толико револтирани реакцијом после 1848, толико огорчени свим европским, да су пожурили у Канзас или Калифорнију“. Херцен се одувек дивио Француској револуцији и широко је прихватао њене вредности. У својим раним списима, он је Француску револуцију посматрао као крај историје, завршну фазу друштвеног развоја друштва заснованог на хуманизму и хармонији. Током свог раног живота, Херцен је себе видео као револуционарног радикала позваног да се бори против политичког угњетавања Николаја I у Русији. У суштини, Херцен се борио против владајућих елита у Европи, против хришћанског лицемерја и за слободу појединца и самоизражавање.
Он је промовисао и социјализам и индивидуализам и тврдио да се пуни процват појединца најбоље може остварити у социјалистичком поретку.

## Писање
Његова књижевна каријера започела је 1842. године објављивањем есеја на руском језику О дилетантизму у науци, под псеудонимом Искандер, турским обликом његовог хришћанског имена. Његово друго дело, такође на руском језику, била су Писма о проучавању природе (1845–46). Године 1847. појавио се његов роман Ко је крив? Ово је прича о томе како домаћу срећу младог учитеља, који се удаје за непризнату ћерку руског сензуалисте старог типа, тупе, неуке и генијалне, мучи руски сензуалиста нове школе, интелигентан, умешан и бешћутан, без могућности да се каже ко је највише крив за трагични крај.
Такође 1847. године су у руским часописима објављене приче које су касније сакупљене и штампане у Лондону 1854. године, под насловом Прерванние разскази (Прекинуте приче). Године 1850. појавила су се два дела, преведена са руских рукописа, Са друге обале и Lettres de France et d'Italie. На француском је такође изашао његов есеј Du Developpement des idées revolutionnaires en Russie и његови Мемоари, који су након штампања на руском језику преведени под насловом Le Monde russe et la Révolution (3 свеске, 1860–1862), и делом преведено на енглески као Мој егзил у Сибир (2 свеске, 1855).

### Бесплатна руска штампа
Основавши у Лондону 1853. своју Слободну руску штампу, објавио је велики број дела на руском, све против система владавине који је преовладавао у Русији. Нека од дела су били есеји и делимично периодичне публикације.
Као први независни руски политички издавач, Херцен је почео да објављује Поларну звезду, рецензију која се ретко појављивала, а касније јој се придружио и Тхе Белл, часопис који је излазио између 1857. и 1867. о Херценовом личном трошку. Обе публикације су стекле велики утицај илегалним прометом на руској територији; говорило се да их је читао сам цар. Обе публикације дале су Херцену утицај у Русији извештавајући из либералне перспективе о неспособности цара и руске бирократије.
Прве три године Руска слободна штампа је издавала публикације без иједног продатог примерка и једва да је успела да унесе своја издања у Русију. Смрт цара Николаја 1855. године довела је до потпуне промене. Херценови списи и часописи које је уређивао кријумчарени су на велико у Русију, а њихове речи одјекнуле су широм земље и широм Европе и њихов утицај је растао.
Година 1855. дала је Херцену разлога да буде оптимиста; Александар II је ступио на престо и реформе су изгледале могуће. Херцен је у Поларној звезди 1856. позвао царски режим 'Напред, напред' ка реформи. Он је током 1857. постао узбуђен могућношћу друштвених промена под Александром II: „Нови живот непогрешиво кипи у Русији, чак се и влада њиме заноси“. Звоно је у јулу 1857. разбило причу да је влада разматрала еманципацију кметова, додајући да влада није била у стању да реши то питање. Ипак, до 1858. потпуна еманципација кметова није постигнута и Херцен је постао нестрпљив у чекању реформи. До маја 1858. Звоно је поново покренуло кампању за свеобухватну еманципацију кметова. Када је реформа еманципације из 1861. у Русији постигнута, кампања Звона је промењена у 'Слобода и земља', програм који је покушао да постигне даљу друштвену промену у подршци правима кметова. Александар II је дао кметовима слободу, преуређени су судови, успостављено је суђење пред поротом, а слобода је у великој мери уступљена штампи.

## Репутација међу савременицима
Херцен је изазвао критике и од либерала који су се противили насиљу и од радикала који су сматрали да је Херцен превише мекан. Либерали предвођени Борисом Чичерином и Константином Кавелином веровали су да ће се индивидуална слобода постићи рационализацијом друштвених односа. Херцен се супротставио њиховој етатистичкој разноликости либерализма јер је претпостављао да ће руско друштво еволуирати до идеалне државе засноване на хегелијанском погледу на разум. Они су веровали да ће револуционари само одложити успостављање идеалне државе, док је Херцен сматрао да су, напротив, они слепи за историјску стварност.
Руски радикали нису волели Херцена као превише умереног. Радикали као што су Николај Чернишевски и Николај Доброљубов желели су већу посвећеност насилној револуцији и повлачење сваке наде у реформистичког цара. Радикали су тражили од Херцена да користи Звоно као гласноговорник за насилну радикалну револуцију, али је Херцен одбио ове захтеве. Он је тврдио да руски радикали нису били довољно уједињени и јаки да креирају успешну политичку промену, наводећи: „Претпостављам да желите срећу? Усуђујем се рећи да знаш! Срећу треба победити. Ако си јак, узми је. Ако си слаб, држи језик за зубима.“ Херцен се плашио да ће нова револуционарна влада само заменити једну диктатуру другом диктатуром.
Радикали су описивали Херцена као либерала који не жели тренутне промене, али Херцен је одбацивао њихове молбе залажући се за промену темпом који ће обезбедити успех. Херцен се накратко придружио другим руским либералима као што је Кавелин да би промовисао сељачко „буђење“ у Русији. Херцен је наставио да користи Звоно као излаз за промовисање јединства са свим деловима руског друштва који стоје иза захтева за националним парламентом.
Међутим, његове наде да ће деловати као уједињена сила прекинуле су Јануарски устанак 1863/1864, када је либерална подршка царској освети против Пољака прекинула Херценову везу са њима; Херцен се изјаснио за устанике. Ово кршење је довело до опадања читаности Звона, које је престало да излази 1867. До смрти 1870. године, Херцен је био скоро заборављен.

## Утицај у 19. и 20. столећу
Он се противио аристократији која је владала Русијом у 19. веку и подржавао аграрни колективистички модел друштвене структуре. Пораст популизма до 1880. године довео је до повољне поновне процене његових списа. У Русији је изразито западни појам „прогреса“ замењен конзервативним обећањем модернизације засноване на инкорпорацији модерне технологије која ће служити успостављеном систему. Обећање модернизације у служби аутократије уплашило је Херцена који је упозорио на Русију којом ће управљати „Џингис-кан са телеграфом“.
Поред популизма, Херцен је упамћен и по одбацивању корумпиране владе ма каквог политичког убеђења и по подршци индивидуалним правима. Био је хегелијанац у младости, што се није превело ни у једну специфичну теорију или једну доктрину која би доминирала његовом мишљу. Херцен је веровао да се на сложена питања друштва не може одговорити и да Руси морају да живе за тренутак, а не за узрок; живот је у суштини циљ сам по себи. Херцен је пронашао веће разумевање тако што се није залагао за екстреме, већ је живео непристрасно омогућавајући му да подједнако критикује међусобно супростављене идеологије. Херцен је веровао да велике доктрине на крају резултирају поробљавањем, жртвовањем и тиранијом.
Толстој је изјавио да никада није срео другог човека „са тако ретком комбинацијом блиставе бриљантности дубине“. Херцен је био херој филозофа 20. века Ијзаја Берлина. Херценове речи које је Берлин најоштрије понављао биле су оне које осуђују жртвовање људских бића на олтару апстракција, подређивање реалности индивидуалне среће или несреће у садашњости славним сновима о будућности. Берлин је, као и Херцен, веровао да је „крај живота сам живот“ и да сваки живот и свако доба треба посматрати као свој циљ, а не као средство за неки будући циљ. Берлин је Херценову аутобиографију назвао „једним од великих споменика руском књижевном и психолошком генију, достојним да стане поред великих романа... Тургењева и Толстоја.“
Руски мислиоци (Хогарт Прес, 1978), збирка берлинских есеја у којима се појављује Херцен, била је инспирација за Обала утопије Тома Стопарда, трилогију драма изведених у лондонском Националном позоришту 2002. и у њујоршком Линколн центру 2006–2007. Дела су постављена у позадини раног развоја руске социјалистичке мисли, револуција 1848. и каснијег егзила, драме испитују животе и интелектуални развој, између осталих Руса, анархисте Михаила Бакуњина, књижевног критичара Висариона Бјелинског, романописца Ивана Тургењева и Херцена, чији лик доминира у комадима.

## Дела
- Legend (Легенда, 1836)[25]
- Elena (Елена, 1838)[25]
- Notes of a Young Man (1840)[25]
- Diletantism in Science[26] (1843)[25]
- Who is to Blame? (Кто виноват?, 1846)[25]
- Mimoezdom (Мимоездом, 1846)[25]
- Dr. Krupov (Доктор Крупов, 1847)[25]
- Thieving Magpie (Сорока-воровка, 1848)[25]
- The Russian People and Socialism[26] (Русский народ и социализм, 1848)
- From the Other Shore[27] (1848–1850)
- Letters from France and Italy (1852)
- Selected Philosophical Works[26] 1956
- My Past and Thoughts: The Memoirs of Alexander Herzen